# Волкова, Ирина Владимировна
Ири́на Влади́мировна Во́лкова (в замужестве Межи́рова, род. 23 января 1961) — советская актриса-ребёнок.
Запомнилась зрителю в роли Насти в кинокартине «Ох уж эта Настя!» (1971). В 1973 году сыграла Надю («по сути, продолжение той прежней своей роли»[прояснить]) в фильме «Ни слова о футболе» (1973).

## Биография
Ирина родилась 23 января 1961 года в семье инженеров-землеустроителей.
С четырёх лет и девяти месяцев занималась в секции гимнастики.
В 10-летнем возрасте была отобрана сотрудниками киностудии им. Горького в числе прочих девочек для проб в фильме «Ох уж эта Настя!». Из 250 приглашённых девочек до кинопроб дошли пять. По итогам кинопроб на роль Насти Рябининой была утверждена Ирина. Почти все сцены с участием Ирины в фильме «Ох уж эта Настя!» снимались с первого дубля. После выхода фильма на экраны страны Ирина стала очень популярна, ей мешками приходили письма, в том числе из-за рубежа.
Участие в фильме чуть было не сказалось на выборе имени для новорождённой сестры Ирины, которую хотели назвать Настей, но решили тянуть жребий, после чего девочке досталось имя Ольга.
После съёмок в фильме ни сама Ирина, ни её родители не помышляли о дальнейшей кинокарьере девочки. Семья переехала на новую квартиру, Ирина пошла в спецшколу с углублённым изучением иностранных языков. Нагрузки возросли, пришлось даже бросить гимнастику.
В фильм «Ни слова о футболе» она попала случайно — в последний момент отказалась девочка, утверждённая на главную роль, и, чтобы снять Ирину в фильме, её родителей пришлось уговаривать. Это был последний фильм в кинокарьере Ирины. Не последнюю роль в решении не отдавать дочь в актрисы сыграл разговор матери с Александром Демьяненко, который признался на съёмочной площадке, что хлеб актёров не из лёгких, и без связей или огромного желания стать «звездой» в кино сложно добиться результата.
Ирина же не горела желанием стать «кинозвездой» и, поступив в Московский институт стали и сплавов, закончила его с отличием. Со своим будущим мужем Владимиром она была знакома с детства. После школы Владимир поступил в Ярославское военное училище, а окончив его, сделал Ирине предложение. После свадьбы молодые уехали в ГДР — Владимира направили служить в Группу советских войск в Германии, где в 25 лет Ирина родила сына Дмитрия.
Спустя пять лет службы в ГДР муж Ирины был переведён во Владимирскую область. В 1993 году семья перебралась в Москву, Ирина устроилась на работу по специальности в отдел районного архитектора. В 2005 году Ирина разошлась с мужем.
В настоящее время Ирина живёт в Москве и работает в отделе районного архитектора. Её основное хобби — путешествия.

## Семья
- Сестра — Ольга.
- Муж — Владимир Межиров (в разводе), окончил Ярославское военное училище.
- Сын Дмитрий (род. 1986 г.), окончил Налоговую академию по специальности «Экономика».

## Фильмография
1. 1971 — Ох уж эта Настя! — Настя Рябинина, главная героиня.
2. 1973 — Ни слова о футболе — Надя Короткова, главная героиня, сестра Славика Короткова.